# Chöd

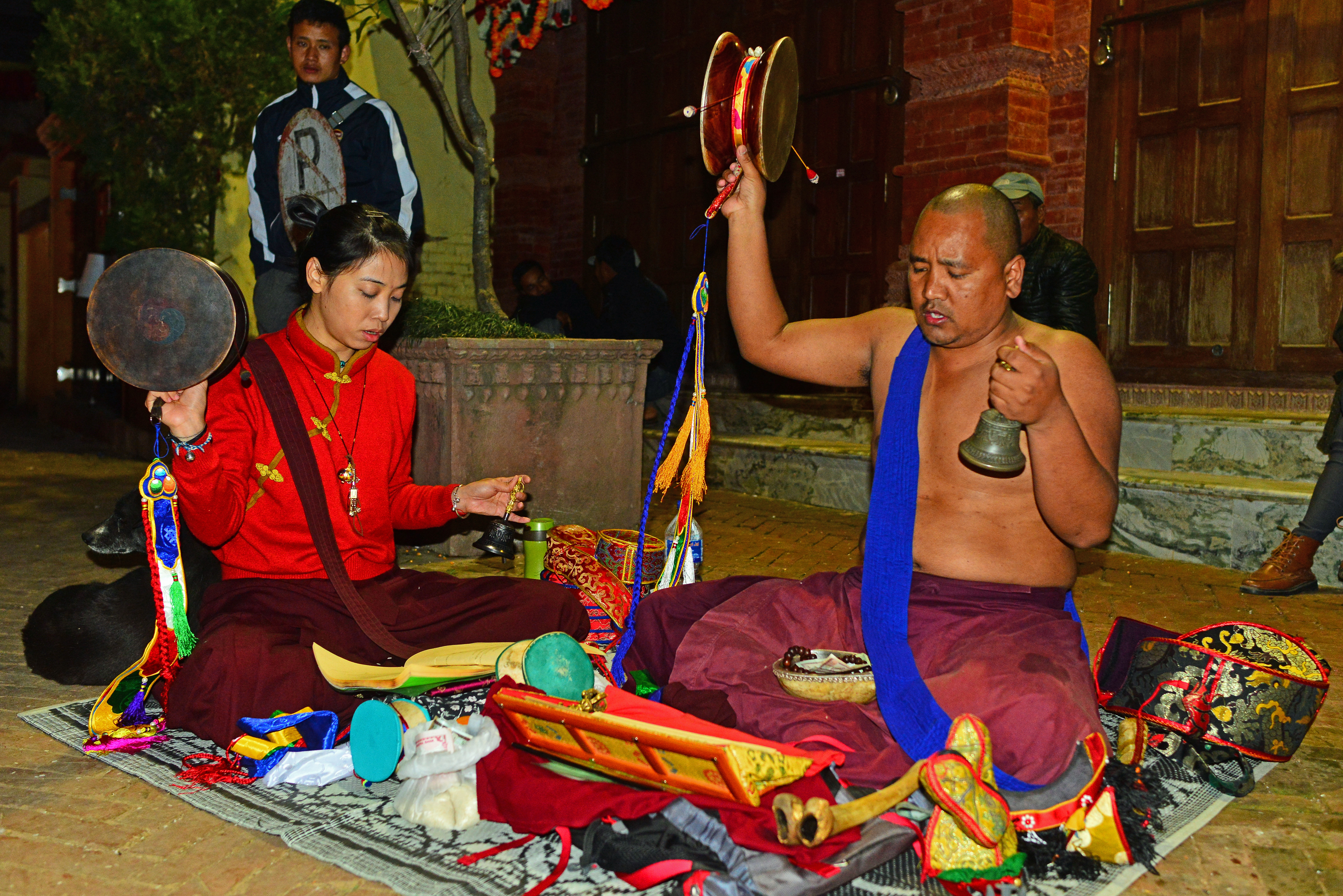
Des pratiquants de Chöd au stupa de Boudhanath, (novembre 2015)

Le Chöd (ti. གཅོད w. gcod) (littéralement « couper au travers ») est une pratique rituelle appartenant au Shee Ché (ti.: ཞི་བྱེད།, w. : Zhi-byed « apaisement de la souffrance »), une lignée bouddhisme tibétain. C’est une méthode pour couper au travers des obstacles (c'est-à-dire l'ignorance, la colère, et en particulier le dualisme, surtout le dualisme du sens de soi comme différent des autres) et permet au pratiquant de demeurer dans un état naturel libéré de la crainte. 
Le Chöd prend souvent la forme d’un autosacrifice par lequel le pratiquant, qui doit s’immerger totalement dans le rituel, s’offre par visualisation aux déités et démons pour le festin tantrique ganachakra, et vainc ainsi les peurs qui constituent un obstacle mental. Pratique tantrique, le Chöd utilise fréquemment comme objets rituels un kangling, (trompette faite dans un fémur) et un tambour de Chöd (tambour à main similaire au damaru, mais plus grand), et parfois d’autres accessoires comme des phurbas.
Les mahāsiddhas bouddhistes indiens auraient dès avant le Xe siècle pratiqué une forme de Chöd. Cette pratique s’est développée essentiellement en dehors du système monastique, bien qu’elle ait été adoptée ultérieurement par les quatre grandes traditions, qui la relient à la philosophie prajnaparamita du dépassement de la dualité. Le 3e Karmapa l’aurait ainsi systématisée pour les Kagyu. Comme toutes les pratiques tantriques, le Chöd comprend trois niveaux : externe, interne et ésotérique. Il en existe plusieurs lignées de transmission, dont une Bön. Les plus connues sont la tradition « père » de Padampa Sangye, créateur du Shee Ché, et la lignée « mère » de Machik Labdrön sa disciple, souvent considérée comme la fondatrice de la pratique au Tibet. Elle est ancêtre de la lignée du Chöd Mahamudra et intégrée dans la lignée Dzogchen bien qu’elle n’en soit pas considérée comme la fondatrice, mais n’apparait pas dans la lignée Bön. 
Selon Giuseppe Tucci, la théorie du Chöd est à l'opposé de la philosophie bouddhiste tibétaine générale qui vise à émousser la souffrance et faire naître un bonheur durable en mettant un terme aux actions nuisibles et en cultivant les actions bénéfiques. Dans la voie du Chöd, on considère au contraire que la destruction directe de la souffrance mène à l'élimination des souillures morales. Il s'agit ici de trancher le processus dualiste à la base, à l'aide d'un processus méditatif enseigné par un Lama autorisé,. Le Chöd est en effet traditionnellement considéré comme dangereux et les débutants doivent être guidés
Chandra Das compare les pratiquants du Chöd aux avadhūta ou « saints fous » de la tradition indienne.